# Дрвалев (Лодзинське воєводство)
Дрвалев (пол. Drwalew) — село в Польщі, у гміні Вартковиці Поддембицького повіту Лодзинського воєводства.
Населення — 110 осіб (2011).
У 1975-1998 роках село належало до Серадзького воєводства.

## Демографія
Демографічна структура станом на 31 березня 2011 року:
|          | Загалом | Допрацездатний вік | Працездатний вік | Постпрацездатний вік |
| -------- | ------- | ------------------ | ---------------- | -------------------- |
| Чоловіки | 57      | 13                 | 36               | 8                    |
| Жінки    | 53      | 13                 | 25               | 15                   |
| Разом    | 110     | 26                 | 61               | 23                   |